# Latrodectus hystrix
Latrodectus hystrix es una especie de araña del género Latrodectus.
Es nativa de Yemen y Socotra.